# Parcs provinciaux de la Nouvelle-Écosse
Les Parcs provinciaux de la Nouvelle-Écosse sont gérés par le Ministère des ressources naturelles de cette province. La province possède aussi 68 aires sauvages (Wilderness area) et 70 réserves naturelles (Nature reserve) qui sont gérées par le ministère de l'Environnement,.

## Parcs provinciaux
| Parc provincial                        | Superficie km² | Date de création | Comté                |
| -------------------------------------- | -------------- | ---------------- | -------------------- |
| Amherst Shore                          | 2,55           | 2000             | Cumberland           |
| Annapolis Basin Look Off               | 0,02           | 1996             | Digby                |
| Anthony                                | 0,08           | 1974             | Hants                |
| Arisaig                                | 0,28           | 1981             | Antigonish           |
| Balmoral Mills                         | 0,28           |                  | Colchester           |
| Barachois                              | 1,18           | 1983             | Cap-Breton           |
| Battery                                | 0,62           | 1972             | Richmond             |
| Bayfield Beach                         | 0,03           | 2014             | Antigonish           |
| Bayswater Beach                        | 0,04           | 1976             | Lunenburg            |
| Beaver Mountain                        | 1,36           | 1972             | Antigonish, Pictou   |
| Ben Eoin                               | 0,90           | 1975             | Cap-Breton           |
| Black Duck Cove                        | 1,37           |                  | Guysborough          |
| Blomidon                               | 14,14          | 1974             | Kings                |
| Blomidon Lookoff                       | 0,00           |                  | Kings                |
| Blue Sea Beach                         | 2,02           |                  | Cumberland           |
| Boylston                               | 0,90           | 1972             | Guysborough          |
| Bras d'Or                              | 2,01           |                  | Victoria             |
| Burnt Island                           | 0,03           |                  | Richmond             |
| Cabot's Landing                        | 0,09           | 1974             | Victoria             |
| Caddell Rapids Lookoff                 | 0,00           |                  | Hants                |
| Camerons Brook                         | 0,01           | 1981             | Queens               |
| Cape Chignecto                         | 59,51          | 1998             | Cumberland           |
| Cape Smokey                            | 7,18           | 1983             | Victoria             |
| Cape Split                             | 4,47           |                  | Kings                |
| Card Lake                              | 1,04           | 1976             | Lunenburg            |
| Caribou-Munroes Island                 | 1,37           | 1972             | Pictou               |
| Central Grove                          | 0,12           | 1976             | Digby                |
| Clairmont                              | 0,23           | 1972             | Kings                |
| Clam Harbour Beach                     | 1,83           | 1980             | Halifax              |
| Cleveland Beach                        | 0,04           | 1978             | Halifax              |
| Coldbrook                              | 0,03           | 1980             | Kings                |
| Cole Harbour-Lawrencetown              | 7,47           | 1998             | Halifax              |
| Cookville                              | 0,01           |                  | Lunenburg            |
| Cottage Cove                           | 0,01           |                  | Annapolis            |
| Crystal Crescent Beach                 | 5,39           |                  | Halifax              |
| Dalem Lake                             | 0,48           | 1977             | Victoria             |
| Dollar Lake                            | 11,67          | 1981             | Halifax              |
| Dominion Beach                         | 0,28           | 1976             | Cap-Breton           |
| Dundee                                 | 0,00           |                  | Richmond             |
| East River                             | 0,01           | 1979             | Lunenburg            |
| Elderbank                              | 0,01           |                  | Halifax              |
| Ellenwood Lake                         | 1,14           | 1971             | Yarmouth             |
| Falls Lake                             | 0,06           | 1984             | Hants                |
| Fancy Lake                             | 0,00           | 1985             | Lunenburg            |
| Five Islands                           | 5,09           | 1972             | Colchester           |
| Fox Harbour                            | 0,60           | 1990             | Cumberland           |
| Glenwood                               | 0,39           | 1983             | Yarmouth             |
| Graves Island                          | 0,50           | 1971             | Lunenburg            |
| Green Hill                             | 0,10           | 1984             | Pictou               |
| Groves Point                           | 0,05           | 1980             | Cap-Breton           |
| Gulf Shore                             | 0,10           | 1972             | Cumberland           |
| Heather Beach                          | 0,07           | 1980             | Cumberland           |
| Hubbards                               | 0,01           |                  | Halifax              |
| Irish Cove                             | 0,01           |                  | Richmond, Cap-Breton |
| Jerry Lawrence                         | 7,47           | 1976             | Halifax              |
| Lake George                            | 0,04           |                  | Kings                |
| Lake Midway                            | 0,02           | 1981             | Digby                |
| Lake O’Law                             | 0,02           | 1974             | Inverness            |
| Laurie                                 | 0,28           | 1972             | Halifax              |
| Lennox Passage                         | 0,37           | 1985             | Richmond             |
| Lochiel Lake                           | 0,04           | 1975             | Guysborough          |
| Londonderry                            | 0,00           |                  | Colchester           |
| Long Lake                              | 17,22          | 1984             | Halifax              |
| Lumsden Pond                           | 0,07           | 1981             | Kings                |
| Mabou                                  | 0,02           | 1974             | Inverness            |
| MacCormack                             | 0,04           |                  | Victoria             |
| MacElmons Pond                         | 0,07           |                  | Colchester           |
| Marie Joseph                           | 0,01           | 1998             | Guysborough          |
| Martinique Beach                       | 0,47           | 1971             | Halifax              |
| Plage de Mavillette (Mavillette Beach) | 0,43           | 1983             | Digby                |
| McCormacks Beach                       | 0,06           |                  | Halifax              |
| McNabs and Lawlor Islands              | 4,85           | 2002             | Halifax              |
| Melmerby Beach                         | 1,13           | 1977             | Pictou               |
| Mickey Hill                            | 1,13           |                  | Annapolis            |
| Mira River                             | 0,87           | 1976             | Cap-Breton           |
| Moose River Gold Mines                 | 0,04           | 1986             | Halifax              |
| Musquodoboit Valley                    | 0,67           | 1973             | Halifax              |
| Northport Beach                        | 0,11           | 1974             | Cumberland           |
| Oakfield                               | 0,56           | 1973             | Halifax              |
| Petersfield                            | 0,23           | 1984             | Cap-Breton           |
| Plaster                                | 0,17           | 1996             | Victoria             |
| Point Michaud Beach                    | 0,61           |                  | Richmond             |
| Pomquet Beach                          | 1,64           |                  | Antigonish           |
| Pondville Beach                        | 0,03           | 1996             | Richmond             |
| Port Hood Station                      | 0,16           | 2015             | Inverness            |
| Port L'Hebert                          | 0,71           |                  | Queens               |
| Port Maitland Beach                    | 0,08           | 1976             | Yarmouth             |
| Port Shoreham Beach                    | 0,39           |                  | Guysborough          |
| Porters Lake                           | 0,90           | 1972             | Halifax              |
| Powells Point                          | 0,26           | 1974             | Pictou               |
| Queensland Beach                       | 0,01           | 1980             | Halifax              |
| Rissers Beach                          | 1,01           | 1973             | Lunenburg            |
| Ross Ferry                             | 0,03           |                  | Victoria             |
| Rushtons Beach                         | 0,19           | 1978             | Pictou               |
| Sable River                            | 0,54           | 1982             | Shelburne            |
| Sackville Lakes                        | 2,83           | 2013             | Halifax              |
| Salsman                                | 0,12           | 1972             | Guysborough          |
| Salt Springs                           | 0,29           | 1972             | Pictou               |
| Sand Hills Beach                       | 0,95           | 1976             | Shelburne            |
| Savary                                 | 0,11           | 1974             | Digby                |
| Scots Bay                              | 0,00           |                  | Kings                |
| Second Peninsula                       | 0,19           | 1975             | Lunenburg            |
| Sherbrooke                             | 0,00           |                  | Guysborough          |
| Shinimicas                             | 0,07           | 1973             | Cumberland           |
| Shubenacadie Canal and Waterway        | 0,07           |                  | Halifax              |
| Shubenacadie                           | 0,20           | 1977             | Colchester           |
| Smileys                                | 0,43           | 1971             | Hants                |
| Le Fourneau (Smuggler's Cove)          | 0,07           | 1982             | Digby                |
| Spry Bay                               | 0,00           |                  | Halifax              |
| St. Anns                               | 0,04           | 1982             | Victoria             |
| Summerville Beach                      | 0,34           | 1971             | Queens               |
| Tatamagouche                           | 0,06           | 1974             | Colchester           |
| Taylor Head                            | 8,56           | 1980             | Halifax              |
| Ten Mile Lake                          | 0,03           | 1975             | Queens               |
| The Islands                            | 1,04           | 1972             | Shelburne            |
| Thomas Raddall                         | 7,85           | 1997             | Queens               |
| Tidnish Dock                           | 0,09           | 1982             | Cumberland           |
| Tor Bay                                | 0,13           |                  | Guysborough          |
| Trout Brook                            | 0,09           |                  | Inverness            |
| Uisge Ban Falls                        | 1,47           |                  | Victoria             |
| Valleyview                             | 1,64           | 1973             | Annapolis            |
| Waterside Beach                        | 0,96           | 1980             | Pictou               |
| Wentworth                              | 1,43           | 1972             | Cumberland           |
| West Mabou Beach                       | 2,75           | 2001             | Inverness            |
| William E. deGarthe                    | 0,00           | 1988             | Halifax              |
| Whycocomagh                            | 1,96           | 1972             | Inverness            |

## Réserves naturelles
| Réserve naturelle             | Superficie ha | Date de création | Comté               |
| ----------------------------- | ------------- | ---------------- | ------------------- |
| Abraham Lake                  | 383           | 2006             | Halifax             |
| Angevine Lake                 | 271           | 2015             | Kings               |
| Aylesford Mountain            | 86            | 2015             | Cumberland          |
| Baleine                       | 1 268         | 2015             | Cap-Breton          |
| Black River Bog               | 109           | 2015             | Inverness           |
| Blandford                     | 339           | 2007             | Lunenburg           |
| Bornish Hill                  | 955           | 1993             | Inverness           |
| Caribou Rivers                | 32            | 2014             | Pictou              |
| Cedar Lake                    | 23            | 2015             | Yarmouth            |
| Chimney Corner                | 750           | 2015             | Inverness           |
| Cowan Brook                   | 56            | 2014             | Halifax             |
| Dalhousie Mountain            | 46            | 2015             | Pictou              |
| Diligent River                | 112           | 2015             | Cumberland          |
| Docherty's Brook              | 12            | 2015             | Cumberland          |
| Drug Brook                    | 34            | 2014             | Pictou              |
| Duncans Cove                  | 369           | 2004             | Halifax             |
| Dunraven Bog                  | 3 464         | 2015             | Queens              |
| Eagles Nest                   | 188           | 2014             | Hants               |
| Economy Point                 | 120           | 2015             | Colchester          |
| Eighteen Mile Brook           | 66            | 2008             | Queens              |
| Fossil Coast                  | 277           | 2015             | Cumberland          |
| Ghost Antler                  | 1 007         | 2015             | Shelburne           |
| Great Barren and Quinan Lakes | 347           | 2004             | Yarmouth            |
| Harrison Woods                | 94            | 2015             | Cumberland          |
| Indian Man Lake               | 531           | 1990             | Guysborough         |
| Irish Cove                    | 159           | 2014             | Richmond            |
| Janvrin Island                | 121           | 2014             | Richmond            |
| Kennetcook                    | 125           | 2015             | Hants               |
| Lake Egmont                   | 89            | 2015             | Halifax             |
| Lambs Lake                    | 159           | 2015             | Annapolis           |
| Little Beaver Lakes           | 360           | 2015             | Inverness           |
| Long Lake                     | 795           | 2008             | Lunenburg           |
| Lyons Marsh                   | 60            | 2015             | Colchester          |
| MacAulays Hill                | 105           | 2015             | Victoria            |
| MacFarlane Woods              | 132           | 1988             | Inverness           |
| MacKay Brook                  | 20            | 2014             | Pictou              |
| Martin Brook                  | 59            | 2008             | Shelburne           |
| Masons Mountain               | 831           | 2014             | Inverness           |
| Montrose                      | 26            | 2014             | Colchester          |
| Northwest Brook               | 270           | 2015             | Shelburne           |
| Old Annapolis Road            | 454           | 2015             | Halifax             |
| Panuke Lake                   | 151           | 1992             | Hants               |
| Petite Bog                    | 799           | 2014             | Hants               |
| Ponhook Lake                  | 43            | 1992             | Queens              |
| Port L'Hebert                 | 691           | 2015             | Shelburne, Queens   |
| Quinns Meadow                 | 392           | 2004             | Shelburne           |
| Rawdon River                  | 116           | 2015             | Halifax             |
| River Inhabitants             | 362           | 2006             | Inverness           |
| Roman Valley                  | 57            | 2006             | Guysborough         |
| Rush Lake                     | 307           | 2014             | Guysborough         |
| Seven Falls                   | 693           | 2014             | Inverness, Victoria |
| Sixth and Coades Lakes        | 125           | 2008             | Queens              |
| Skull Bog Lake                | 524           | 2015             | Annapolis           |
| Slade Lake                    | 25            | 2014             | Cumberland          |
| Sloans Lake                   | 141           | 2015             | Yarmouth            |
| Smith Lake                    | 645           | 2015             | Lunenburg           |
| Snowshoe Lakes                | 419           | 2015             | Annapolis           |
| Spinneys Heath                | 640           | 2004             | Yarmouth            |
| Sporting Lake                 | 23            | 1990             | Digby               |
| Tait Lake                     | 216           | 2015             | Halifax             |
| Tennycape River               | 346           | 2014             | Hants               |
| Tiddville                     | 29            | 2015             | Digby               |
| Tupper Lake                   | 167           | 2015             | Queens              |
| Tusket River                  | 38            | 1987             | Yarmouth            |
| Washabuck River               | 68            | 2006             | Victoria            |
| Wentworth Lake                | 54            | 2015             | Digby               |
| West Branch Medway River      | 82            | 2008             | Annapolis           |

## Aires sauvages
| Aire sauvage                        | Superficie km² | Date de création | Comté                                         |
| ----------------------------------- | -------------- | ---------------- | --------------------------------------------- |
| Polletts Cove-Aspy Fault            | 272,30         | 1999             | Inverness, Victoria                           |
| Margaree River                      | 68,50          | 1998             | Inverness                                     |
| Jim Campbells Barren                | 17,50          | 1998             | Inverness                                     |
| French River                        | 71,00          | 1998             | Victoria                                      |
| Sugarloaf Mountain                  | 7,50           | 1998             | Inverness                                     |
| Middle River                        | 56,20          | 1998             | Inverness, Victoria                           |
| North River                         | 39,90          | 1998             | Victoria                                      |
| Trout Brook                         | 28,80          | 1998             | Inverness, Victoria                           |
| Middle River-Framboise              | 56,40          | 1998             | Cap-Breton, Richmond                          |
| Gabarus                             | 37,45          | 1998             | Cap-Breton                                    |
| Scatarie Island                     | 17,00          | 1998             | Cap-Breton                                    |
| Ogden Round Lake                    | 54,90          | 1998             | Guysborough                                   |
| Bonnet Lake Barrens                 | 103,80         | 1998             | Guysborough                                   |
| Canso Coastal Barrens               | 80,26          | 1998             | Guysborough                                   |
| Liscomb River                       | 29,70          | 1998             | Guysborough                                   |
| The Big Bog                         | 26,90          | 1998             | Guysborough                                   |
| Alder Ground                        | 7,55           | 1998             | Guysborough                                   |
| Boggy Lake                          | 37,00          | 1998             | Guysborough, Halifax                          |
| Tangier Grand Lake                  | 160,00         | 1998             | Halifax                                       |
| White Lake                          | 45,40          | 1998             | Halifax                                       |
| Clattenburgh Brook                  | 19,11          | 1998             | Halifax                                       |
| Waverley-Salmon River Long Lake     | 87,10          | 1998             | Halifax                                       |
| Terence Bay                         | 44,50          | 1998             | Halifax                                       |
| Economy River                       | 61,20          | 1998             | Colchester, Cumberland                        |
| Portapique River                    | 20,50          | 1998             | Colchester, Cumberland                        |
| Cloud Lake                          | 108,30         | 1998             | Annapolis, Kings                              |
| McGill Lake                         | 1,80           | 1998             | Annapolis                                     |
| Lake Rossignol                      | 41,20          | 1998             | Queens                                        |
| Tobeatic                            | 1 037,80       | 1998             | Annapolis, Digby, Queens, Shelburne, Yarmouth |
| Tidney River                        | 178,00         | 1998             | Queens, Shelburne                             |
| Bowers Meadows                      | 41,20          | 1998             | Shelburne                                     |
| Eigg Mountain-James River           | 54,90          | 2005             | Antigonish                                    |
| Gully Lake                          | 38,10          | 2005             | Colchester, Pictou                            |
| Chignecto Isthmus                   | 9,70           | 2008             | Cumberland                                    |
| Blue Mountain-Birch Cove Lakes      | 13,12          | 2009             | Halifax                                       |
| Rivière-Shelburne (Shelburne River) | 22,67          | 2009             | Queens                                        |
| Ship Harbour Long Lake              | 147,34         | 2009             | Halifax                                       |
| Five Bridge Lakes                   | 86,00          | 2011             | Halifax                                       |